# Денисов (Ростовская область)
Дени́сов — хутор в Мартыновском районе Ростовской области.
Входит в состав Малоорловского сельского поселения.

## Население
| 2010 |
| ---- |
| 933  |

## Улицы
| - ул. Банная, - ул. Виноградная, - ул. Механизаторов, - ул. Садовая, - ул. Степная, | - ул. Центральная, - ул. Черемушки, - ул. Школьная, - ул. Южная. |